# Pocariça
Pocariça is een plaats (freguesia) in de Portugese gemeente Cantanhede en telt 1 163 inwoners (2001).